# Клочко Костянтин Миколайович
Костянти́н Микола́йович Клочко́ (1984—2022) — молодший лейтенант Збройних сил України, учасник російсько-української війни, що загинув у ході російського вторгнення в Україну у 2022 році.

## Життєпис
Народився 8 січня 1984 року у селі Біловод Роменського району Сумської області.
Закінчив Бобрицьку загальноосвітню школу І—III ступенів Роменського району (2001).
У 2006 році закінчив фізико-технічний факультет (нині — факультет електроніки та інформаційних технологій) Сумського державного університету, а згодом — Українську державну академію залізничного транспорту, спеціальність — інженер.
Працював на регіональній філії «Південна залізниця» АТ «Укрзалізниця» монтером залізничних шляхів. Останні ж роки займав керівну посаду на підприємстві, був начальником Сумської дистанції захисних лісонасаджень АТ «Укрзалізниця».
Був членом Федерації мисливських собак України.
З початку повномасштабного російського вторгнення вступив до лав територіальної оборони у званні «молодший лейтенант» на посаду «охоронець роти охорони Сумського міського територіального центру комплектування та соціальної підтримки Збройних Сил України». Молодший лейтенант 117 окремої бригади територіальної оборони ЗСУ.
1 березня 2022 року він загинув у бою з російськими військами на перехресті населених пунктів с. Нижня Сироватка та с. Низи.
У Костянтина залишилися мати, дружина та двоє синів.
Похований захисник на Алеї Слави Центрального міського кладовища на вул. Сумської артбригади.

## Нагороди та відзнаки
Рішенням Сумської міської ради від 26 квітня 2023 року № 3675-МР Клочку Костянтину Миколайовичу присвоєно звання «Почесний громадянин м. Суми» (посмертно).
30 травня 2023 року в Біловодському закладі ЗСО І—III ступенів Роменської міської ради відкрито меморіальну дошку.